# Bernd Rohde
Bernd Rohde (* 6. November 1952 in Torgau) ist ein ehemaliger deutscher Politiker (CDU). Er war 1990 Staatssekretär im Ministerium für Verkehr der DDR.

## Leben
Nach der Berufsausbildung mit Abitur als Baufacharbeiter im Jahr 1972 studierte Rohde Verkehrsbauwesen mit Schwerpunkt Eisenbahnbau an der Hochschule für Verkehrswesen „Friedrich List“ in Dresden. Unterbrochen von einer einjährigen Tätigkeit von 1977 bis 1978 als Technologe bei der Deutschen Reichsbahn setzte er seine Ausbildung an der Verkehrshochschule fort und war dort bis 1983 als Assistent im Bereich Eisenbahnbau tätig. Im darauffolgenden Jahr wurde er zum Dr.-Ing. promoviert. Von 1983 bis 1987 arbeitete er im Büro für Verkehrsplanung in Dresden. Später war er Sektorenleiter für Straßenwesen. Er war Mitglied der CDU in der DDR.
Bei der Bildung der Regierung de Maizière wurde Rohde im April 1990 zum Staatssekretär im Ministerium für Verkehr berufen.
Nach der deutschen Wiedervereinigung war Rohde ab November 1990 im Sächsischen Staatsministerium für Wirtschaft und Arbeit tätig und leitete dort verschiedene Abteilungen.